# Saint-Cyr-des-Gâts
Saint-Cyr-des-Gâts – miejscowość i gmina we Francji, w regionie Kraj Loary, w departamencie Wandea.
Według danych na rok 1990 gminę zamieszkiwało 500 osób, a gęstość zaludnienia wynosiła 24 osób/km² (wśród 1504 gmin Kraju Loary Saint-Cyr-des-Gâts plasuje się na 842. miejscu pod względem liczby ludności, natomiast pod względem powierzchni na miejscu 524.).